# Eleutherodactylus feichtingeri
Eleutherodactylus feichtingeri es una especie de rana de la familia Eleutherodactylidae.

## Distribución geográfica
Es endémica del centro y este de Cuba.